# Шене, Франсуа
Франсуа Шене (фр. François Chesnais, 22 января 1934, Монреаль, Квебек — 28 октября 2022, XX округ Парижа) — французский экономист и учёный.

## Жизнь и карьера
Шене родился 22 января 1934 года в Монреале. С 1962 по 1992 год Франсуа Шене занимал должность старшего экономиста в Организации экономического сотрудничества и развития. В частности, он координировал несколько исследовательских проектов и выступил автором ряда отчетов и других публикаций ОЭСР. Он был адъюнкт-профессором Университета Париж 13, членом Научного совета ATTAC-France, автором нескольких книг и многочисленных статей по экономике и основателем марксистского журнала Carré Rouge (с 1995 года). В книге «Глобализация: капитал-рантье под контролем» Шене настаивал, что нынешнее движение экономики не является, как часто утверждается, «либерализацией рынка» — напротив, нормальному функционированию этого рынка будет все больше угрожать промышленный и финансовый капитал, «обладающий сильными характеристиками рантье».
В молодости Шене входил в группу Корнелиуса Касториадиса, издававшую журнал «Социализм или варварство». Входил в троцкистскую (ламбертистскую) Международную коммунистическую организацию (тогда Международная коммунистическая партия), а также в группу Стефана Жюста («Борьба за социализм — Комитет по строительству Революционной рабочей партии»). Он также публиковался в теоретическом журнале Революционной коммунистической лиги Critique communiste. Был членом Новой антикапиталистической партии с момента её основания в 2009 году. Он умер в больнице в Париже 28 октября 2022 года в возрасте 88 лет.

## Книги
- Marx’s Crisis Theory Today in Christopher Freeman ed. Design, Innovation and Long Cycles in Economic Development 2nd ed. Frances Pinter, London, 1984
- The globalization of capital, Paris: Syros Editions, 1994 (first edition) and 1997 (revised edition)
- Actualiser l’économie de Marx, Actuel Marx Confrontation, Presses Universitaires de France, Paris, 1995
- La mondialisation financière : genèse, coûts et enjeux (directeur de publication et deux chapitres), Syros, Collection Alternatives économiques, Paris, 1996,
- Tobin or not Tobin : une taxe internationale sur le capital (L’Esprit frappeur, 1999)
- Mondialisation : le capital rentier aux commandes in Les Temps Modernes, n°607, janvier-février 2000.
- Que se vayan todos ! Le peuple argentin se soulève avec Jean-Philippe Divès, Éditions Nautilus, Paris, 2002.
- Mondialisation et impérialisme Odile Castel, François Chesnais, Gérard Dumesnil…[et al.] Paris Éd. Syllepse, 2003
- La finance mondialisée : racines sociales et politiques, configuration, conséquences — Sous la direction de François Chesnais, La Découverte, 2004
- Les dettes illégitimes — Quand les banques font main basse sur les politiques publiques. Paris, Éd. Raisons d’Agir, juin 2011. ISBN 978-2-912107-60-2
- Finance Capital Today: Corporations and Banks in the Lasting Global Slump. Brill, Leiden & Boston, 2016; Haymarket Books, Chicago, IL, 2017